# NGC 18
NGC 18 is een dubbelster in het sterrenbeeld Pegasus.
NGC 18 werd op 15 oktober 1866 ontdekt door de Zweedse astronoom Herman Schultz.